# Burns (Oregon)
Burns è una città degli Stati Uniti, situata in Oregon, nella contea di Harney, della quale è capoluogo.